# فلای گوآم
فلای گوآم (به انگلیسی: Fly Guam) یک شرکت هواپیمایی است که در تاریخ ۱ نوامبر ۲۰۰۸ میلادی تأسیس شده و در تاریخ ۴ مارس ۲۰۱۱ فعالیتش را آغاز کرده‌است.
دفتر مرکزی فلای گوآم در باریگادا واقع شده‌است و به ۵ مقصد، پرواز مستقیم انجام می‌دهد.

## مقصدهای پروازی
گوآم
- فرودگاه بین‌المللی انتونیو بی وان پت

 هنگ کنگ
- فرودگاه بین‌المللی هنگ کنگ [فصلی]

 ژاپن
- ناگویا، آیچی - فرودگاه بین‌المللی چوبو سنترایر

 پالائو
- کورور - فرودگاه بین‌المللی رومن ت‌متچول

 جزایر ماریانای شمالی
- سایپن - فرودگاه بین‌المللی سایپن

 تایوان
- تایپه - فرودگاه بین‌المللی تائویوان تایوان